# Юксель Пазаркая
Юксель Пазаркая (тур. Yüksel Pazarkaya) (24 лютого 1940 Ізмір, Туреччина) — турецький письменник і перекладач.

## Біографія
Юксель Пазаркая народився 24 лютого 1940 року в Ізмір. У 1958 році після закінчення школи в Туреччині він переїхав до Німеччини.  У Штутгарті, отримав фах хіміка,  у 1973 році почав вивчати літературознавство   та філософію. Відтоді він працює письменником. Є громадянином Німеччини.

## Творчість
Юксель Пазаркая був першим, хто розпочав німецько-турецьку театральну роботу з 1961 року, спочатку в  студії Штутгарта, яку він створив, пізніше заснував  перший турецький аматорський театральний колектив у Німеччині. З 1986 року працював радіоредактором   у Кельні.  Пазаркая переклав твори  Орхана Велі, Назимаа Хікмет та  Азіза Несіна. У власних працях він також, але не виключно, займається ситуацією із заробітчанами та  дискримінацією. Він пише також вірші, прозу, літературу для дітей та сценарії  для телесеріалів (Наші сусіди, Балти, 1983). Один з його текстів уже був використаний у кінодокументальному фільмі  Ганса А. Гуттнера  "Альманія Алманія - Німеччина Німеччина" у 1979 році.  
У 2000 р. Юксель Пазаркая  провів  Лекцію поетики Шаміссо  в Технічному університеті Дрездена.  З 2001 року письменник - викладач поезії Шаміссо в Технічному університеті Дрездена.
Літературознавець працює над   Лексиконом світової літератури  'з другого видання.  Пазаркая  також є видавцем з 2005 року. 

## Літературні твори
- «Утку або найсильніша людина у світі», Мюнхен та Відень 1974 року.
- «За кордон? Три новели», Берлін, 1979.
- «Троянди в мороз. Погляд на турецьку культуру». Цюрих, 1982 рік.
- «Сліди хліба. Ситуація іноземних робітників». 1983, ISBN 3293000673.
- «Води мудріші, ніж ми. Сучасна турецька поезія». 1987, ISBN 3795109655.
- «Вавилонський автобус». Вірші . Франкфурт-на-Майні, 1989.
- «Я та троянда». 2002, ISBN 3434530991.
- «Одіссея без прибуття». 2004, ISBN 3933592585.

Більшість творів Юкселя Пазаркої було проілюстровано   художником Мехмет Гюлер.

## Нагороди
- 18 грудня 1986 р - Орден За заслуги Федеральної Республіки Німеччина - Федеральний хрест заслуг
- 1989 р.  - Премія Адельберта фон Шаміссо
- 1991 р. -Премія Орхана Асена
- 1991 р.-  Премія Саліхлі
- 1994 р.- Премія за дитячу книгу Сенату у Бремені
- 2005 р. - Премія Халдуна Танера